# Klippertzmühle
Die Klippertzmühle war eine Wassermühle mit einem unterschlächtigen Wasserrad am Oberlauf der Niers in der Stadt Korschenbroich im Regierungsbezirk Düsseldorf.

## Geographie
Die Klippertzmühle hat ihren Standort an der rechten Seite der Niers, Gilleshütte 99, in der Stadt Korschenbroich. Oberhalb befand sich die Schlossmühle Rheydt, unterhalb die Schlossmühle Myllendonk. Das Gelände, auf dem das Mühlengebäude steht, hat eine Höhe von ca. 45 m über NN.

## Gewässer
Die Niers (GEWKZ 286) in ihrem alten Flussbett versorgte bis zur Flussbegradigung über Jahrhunderte zahlreiche Mühlen mit Wasser. Die Niers entspringt in Kuckum, einem Ortsteil der Stadt Erkelenz. Bis zur Mündung in die Maas bei Gennep (Niederlande) hat die Niers eine Gesamtlänge von 117,668 km und ein Gesamteinzugsgebiet von 1.380,630 km2. Die Quelle liegt bei 73 m ü. NN, die Mündung bei 9 m ü. NN. Die Pflege und der Unterhalt des Gewässers obliegt dem Niersverband.

## Geschichte
Die Klippertzmühle hatte 1247 ihre erste urkundliche Erwähnung. Die Mühle war eine Getreidemühle und wurde unterschlächtig betrieben. Ihr erster Besitzer war Gerhard Klypart, der der Mühle auch den Namen gab. Für die Herrschaft Myllendonk war sie als Bannmühle bestimmt. Im Jahre 1763 wurde die in der Nähe liegende Schlossmühle Myllendonk, die bisher eine Öl- und Lohmühle war, ebenfalls zur Getreidemühle erweitert. Der Mahlzwang, der bis zur Franzosenzeit fortbestand, wurde zwischen beiden Mühlen aufgeteilt. 1774 brannte die Mühle ab und wurde mit drei Mahlgängen wieder errichtet. So konnten Getreide, Lohe und Öl in der Mühle gemahlen und gepresst werden. 1804 wurde die Mühle modernisiert und ab 1866 kam eine Dampfmaschine zum Einsatz. Nach der Begradigung der Niers im Jahre 1929 erfolgte der Mühlenantrieb über Elektromotor. 1951 brannte das alte Mühlengebäude ab. Am gleichen Standort wurde ein sechsstöckiger Neubau errichtet. Ein eingemauerter Gedenkstein erinnert heute noch an das Geschehen. Mitte der 1960er Jahre wurde der Mühlenbetrieb eingestellt.

## Galerie

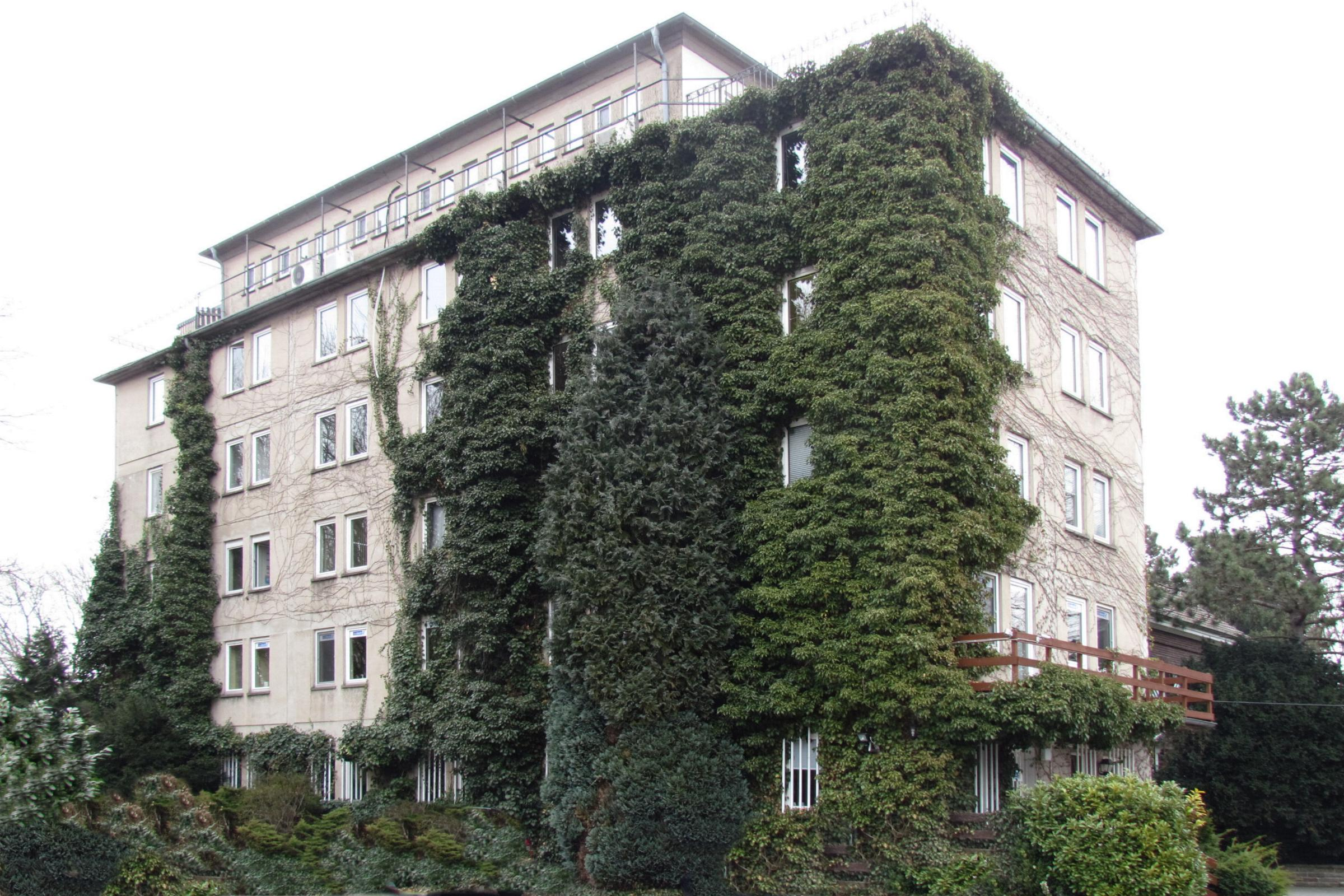
Neubau aus dem Jahre 1951
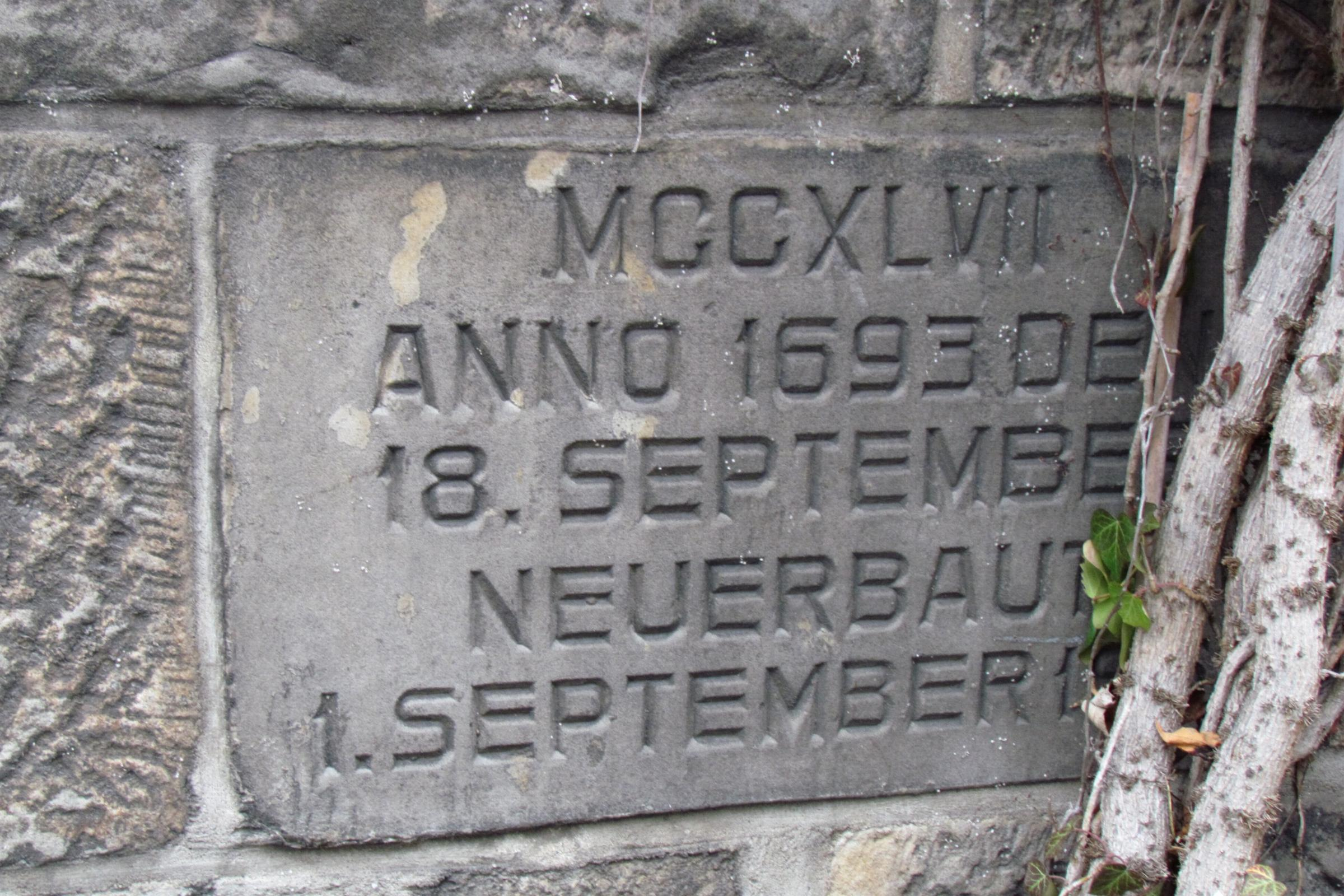
Eingemauerter Gedenkstein
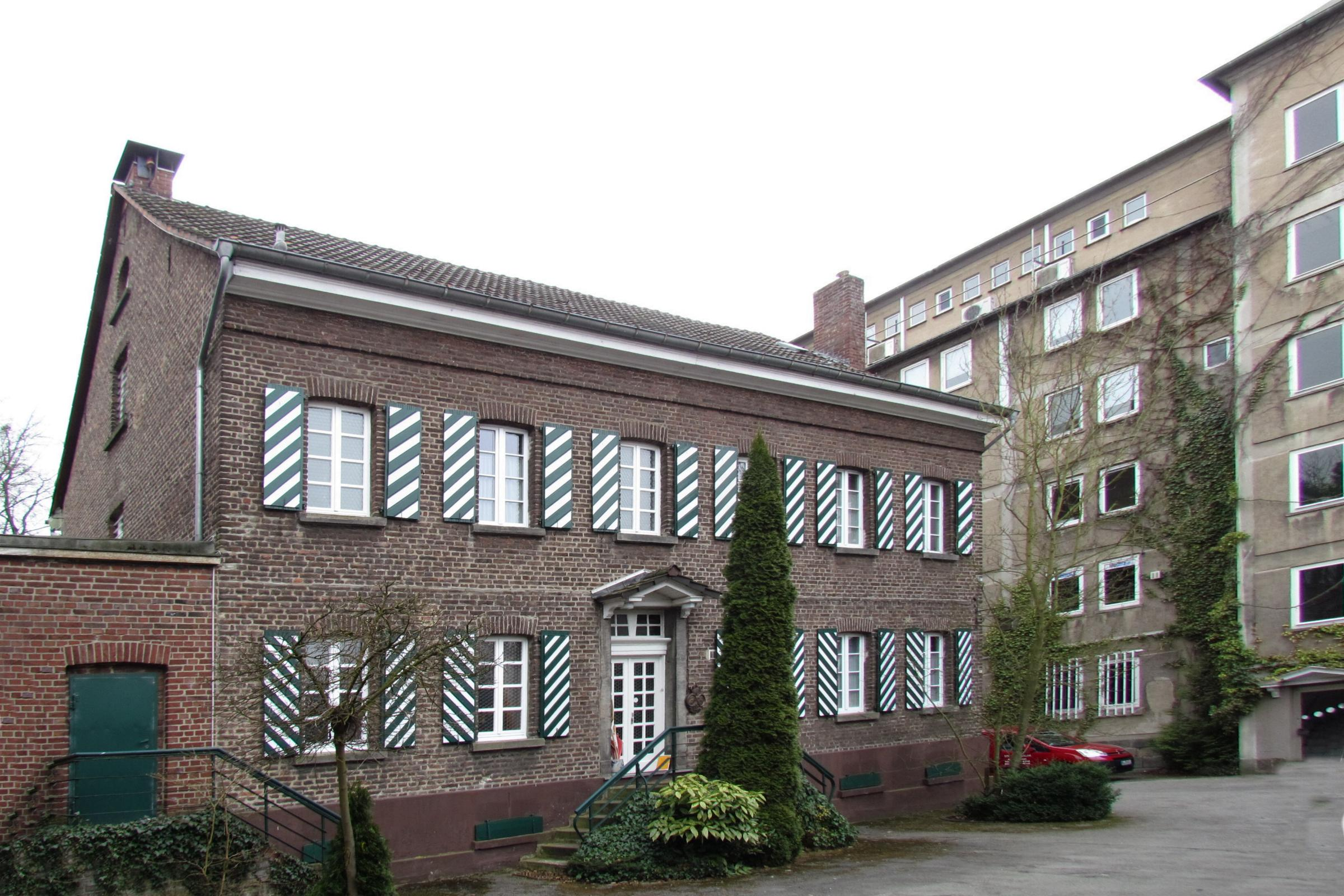
Hofseite des Wohnhauses
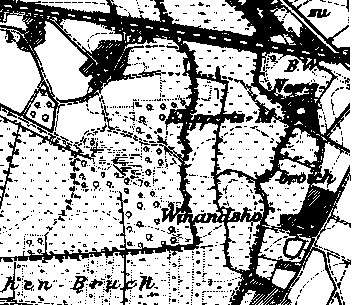
Klippertzmühle auf der Karte Neuaufnahme von 1912
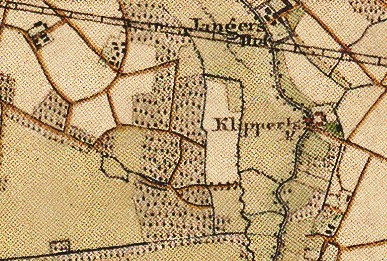
Klippertzmühle auf der Urkatasterkarte von 1846